# 2020年歐洲青少年歌唱大賽
2020年歐洲青少年歌唱大賽是第十八屆年度舉行的歐洲青少年歌唱大賽。在波蘭代表薇琪·加博爾和她的歌曲〈超級英雄〉在上屆大賽衛冕成功後，本屆大賽再次由歐洲廣播聯盟（EBU）和波蘭電視台（TVP）於2020年11月29日在波蘭華沙舉行。這是大賽第一次遇到由同一個國家連續兩次擔任主辦國的情況。
本屆大賽一共有12國參賽，其中德國首次參賽，與2012年和2013年並列參賽國數量最少的的一屆大賽。由於受到嚴重特殊傳染性肺炎（COVID-19）疫情的衝擊以及因此而生的旅遊禁令和限制，使得許多國家不得不撤賽。亞美尼亞本來是第13個參賽國，並且已經選好了參賽選手和歌曲，但最後因為2020年納戈爾諾卡拉巴赫戰爭而撤賽。
本屆大賽最終由11歲的瓦倫蒂娜和她的歌曲〈我想像〉為法國拿下自1989年歐洲青年舞蹈家大賽之後久違的歐洲電視網賽事勝利。哈薩克和西班牙分別又拿到了亞軍和季軍。荷蘭與白俄羅斯挺進前五名，其中荷蘭也是連續第二年排名殿軍。而初次參賽的德國則慘遭墊底。

## 舉辦地點

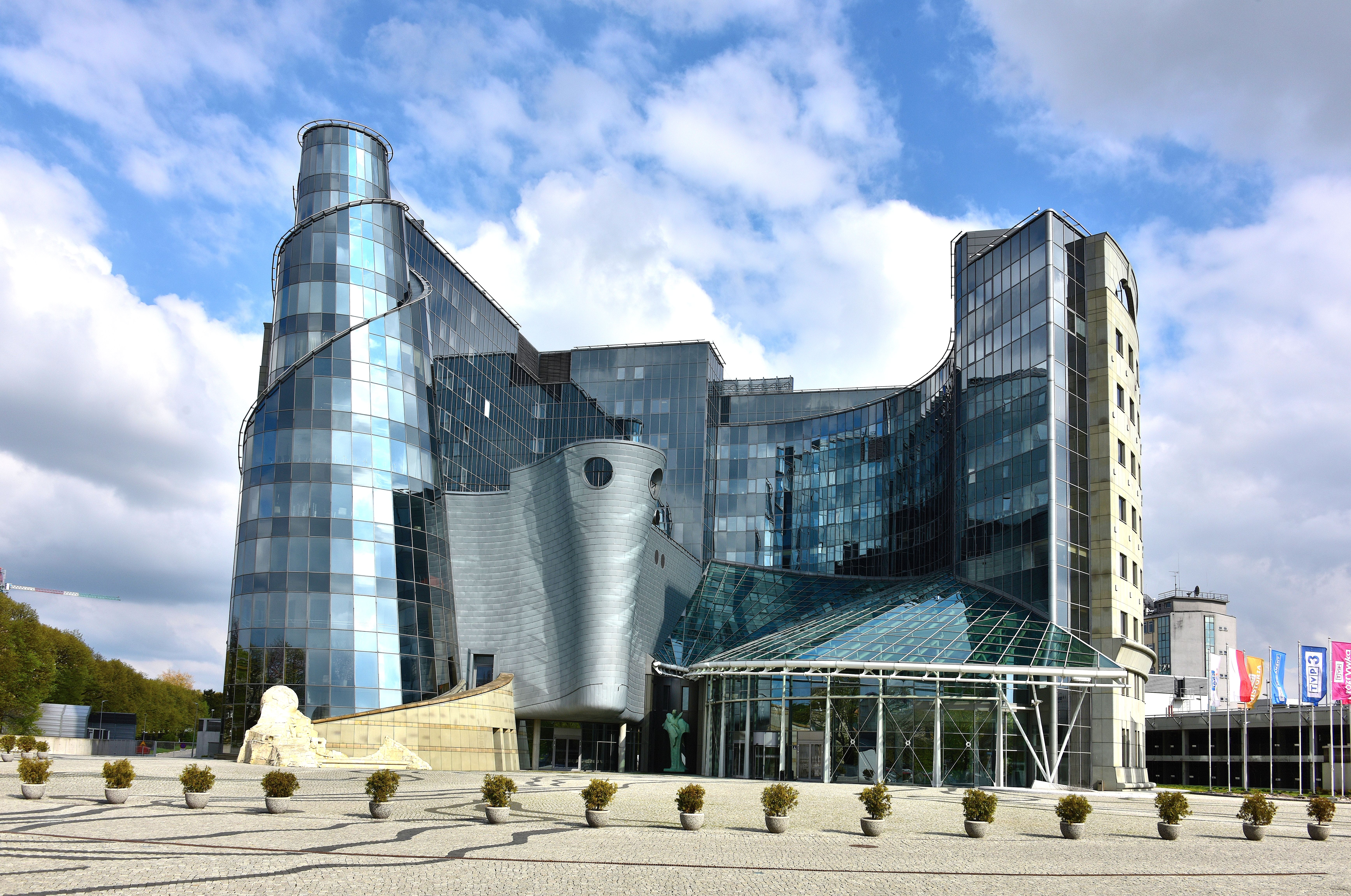
TVP總部是本屆大賽的舉辦場地。

在薇琪·加博爾和她的歌曲〈超級英雄〉成功為波蘭衛冕後，本屆大賽於2020年11月29日在波蘭華沙TVP總部的5號攝影棚中舉行， 但因為受到COVID-19疫情的影響，絕大部分參賽者的表演都是在自己國家的攝影棚內預先錄製完成的，這是所有歐洲電視網賽事中第一次出現這種情況。
這是華沙繼1994年歐視青少年音樂家比賽和2005年歐洲青年舞蹈家大賽之後第三次主辦歐洲電視網的賽事，這也是歐洲青少年歌唱大賽第一次遇到由同一個國家連續兩次擔任主辦國的情況。

### 競標與主辦城市遴選
在波蘭贏下2019年大賽的冠軍後，TVP總幹事雅切克·庫爾斯基表示該國將在2020年再次申請主辦該賽事，但他也表示EBU有不贊成在波蘭連續舉辦兩屆賽事的可能性。經過一段時間的不確定性之後，《选举报》在2019年12月的最後一周報導說一些克拉科夫市議員表示有興趣接受由該城市主辦大賽的提議，特別是在克拉科夫塔倫體育館。幾天後的2020年1月8日，此提案在克拉科夫市議會進行了討論，並被大多數議員接受。波蘭於2020年3月被證實為主辦國，而冠軍薇琪·加博爾也表示希望能在她的家鄉克拉科夫舉辦。
在2020年歐洲歌唱大賽因COVID-19疫情而被取消之後，歐洲青少年歌唱大賽的準備工作也連帶被無限期暫停。2020年5月16日，在特殊節目《歐洲歌唱大賽：閃耀歐洲》播出期間，EBU證實2020年歐洲青少年歌唱大賽將於11月29日在華沙TVP總部中的電視攝影棚舉行，加博爾也在該節目中揭露了大賽的口號和Logo。
2020年10月7日，拉菲爾·布若佐夫斯基在接受TVP採訪時透露，大賽會在TVP總部中的5號攝影棚中舉行。該攝影棚曾舉辦過波蘭的歐洲成人（2003年至2008年）與青少年（2003年至2004年）歌唱大賽的國家選拔賽。

## 製作
本屆大賽和上屆一樣是由EBU和TVP主辦。2020年1月，EBU宣布馬丁·厄斯特達爾在2020年歐洲歌唱大賽之後接替永·奧拉·桑成為歐洲歌唱大賽和歐洲青少年歌唱大賽的執行主管。厄斯特達爾在記者會上表示今年的活動「面臨的挑戰可能比以往任何時候都多」，有些活動的工作量是正常數量的兩倍或三倍。

### 概念設計
本屆大賽的口號「#推動世界！」（#MoveTheWorld!）於2020年5月16日由薇琪·加博爾在《歐洲歌唱大賽：閃耀歐洲》節目上公布。EBU如此解釋：
|  | 「這個口號的靈感來源是來自我們還是孩子的時候，我們都誤以為所有重要的事情都是由知名人士完成的，像科學家、太空人、運動員和演員。我們想成為他們，是因為在我們眼中，他們就是推動世界的人。但事實並非如此：世界各地有數以百萬計的人們每天都在用他們的能力和關懷來履行日常職責。他們才是真正在推動世界的人。今年的口號便是為了紀念我們共同擁有的集體力量。」 |

本屆大賽在華沙的舞台由安娜·布羅德尼卡（Anna Brodnicka）設計。此設計「受到圓圈豐富象徵意義的啟發以及其（原文如此）與我們生活的聯繫」。各參賽國的廣播公司則會以此設計為基礎，在各自的攝影棚裡搭建兩個不同設置的舞台來拍攝選手們的表演，一個是有LED螢幕的，另一個則是使用投影。.
本屆大賽的獎盃由瑞典柯斯塔玻璃廠的凱爾·恩格曼（Kjell Engman）設計，恩格曼也是成人版大賽獎盃的設計師。自2017年大賽開始頒發給贏家們的獎盃設計皆統一化，其外型為一支玻璃麥克風，上面繪有的彩色線條象徵著聲音的流動。

### 主持人
2020年10月7日，官方宣布本屆大賽的主持人將由愛達·諾瓦科沃斯卡、瑪烏戈扎塔·托馬謝夫斯卡和拉菲爾·布若佐夫斯基擔任。諾瓦科沃斯卡成為了第一位連續主持兩場大賽的主持人。布若佐夫斯基是波蘭流行歌手和電視節目主持人，之後也代表波蘭參加2021年欧洲歌唱大赛。托馬謝夫斯卡則是《波蘭之聲》的共同主持人之一。.
2020年11月14日，官方宣布記者兼電視主持人的馬特烏斯·辛科維亞克（Mateusz Szymkowiak）將主持大賽於11月23日在華沙舉行的開幕典禮，這使辛科維亞克成為第一位連續主持兩次大賽開幕典禮的主持人（不管是成人還是青少年版都是）。

## 賽制

### 表演
本屆大賽由於受到疫情與旅遊禁令和限制的影響，因此官方在大賽史上第一次同意參賽者們使用影片來遠程參賽。EBU表示「為確保比賽的連續性和公平性，[當時的]13個參賽國的EBU會員都已同意使用類似的舞台佈局和技術設置來捕捉其參賽者的表演」。多數參賽者們都會在自己國家的攝影棚中完成表演錄影，但有4國的參賽者們能夠到華沙的舞台上錄製表演，這4國分別是馬爾他、波蘭、塞爾維亞和烏克蘭。
本屆大賽的開幕典禮以及其他表演都是從華沙現場轉播的，根據EBU的說法：「所有主持人和必要的工作人員都保持社交距離」，此外也有小群觀眾出席大賽會場。本屆大賽的開幕式有前一年大賽的冠軍薇琪·加博爾演唱她的獲勝歌曲〈超級英雄〉，而往年的開幕式國旗遊行傳統則改用選手們預先錄製的致詞替代。而幕間式先由兩位波蘭歐洲青少年歌唱大賽冠軍：2018年的罗沙娜·维奇尔和2019年的薇琪·加博爾連同2019年欧洲歌唱大赛冠軍、荷蘭代表鄧肯·勞倫斯一起合唱勞倫斯的獲勝歌曲〈電子遊樂場〉，再由本該代表波蘭參加2020年歐洲歌唱大賽的艾莉莎·申普林斯卡演唱她的參賽歌曲〈帝國〉，身為主持人之一的諾瓦科沃斯卡也為申普林斯卡擔任伴舞。在投票完的計票空檔期間，本屆大賽的全體參賽選手透過綠幕與投影技術出現在華沙的舞台一起合唱「共同歌曲」〈Move the World〉。

### 投票規則
大賽的結果由每個參賽國的評審團和觀眾的線上投票決定。各國的評審團皆由該國的3位音樂行業的專業人士以及2位10至15歲的青少年組成，他們和之前的評審團依樣都以評分決定從名次低到高分別將1–8分、10分和12分給最喜歡的十首歌。線上投票則分為兩階段實行：第一階段的投票於2020年11月27日開始，屆時將在官方網站上展示彩排表演的精采片段，然後觀眾可以選擇觀看各國的彩排表演一分鐘剪輯片段並投票，最後投票11月29日大賽開始前1分鐘終止。第二階段的投票則在大賽中各國全部表演完畢後開始，共開放15分鐘，來自世界各地的觀眾可以投票給三個國家，而參賽國的觀眾也可以把票投給自己的國家。最終各國會得到的線上投票分數由該國得到票數在總票數中的佔比決定。線上投票佔結果的一半，另外一半由各國評審團決定。
本屆大賽由於受到疫情與旅遊禁令和限制的影響，各國的唱票員自2012年以來第一次透過直播視訊的方式在自己的國家報評審團的給分，而不是在會場裡。此外也因為參賽國少，唱票員宣布完12分之後剩餘的1~10分才會顯示在螢幕上。

### 明信片
「明信片」是下一位參賽者做舞台準備的時候在電視上播放的數十秒介紹影片。每部明信片影片的情節包括即將上場的選手對著鏡頭做出手勢，接著切到舞團圍繞與特定職業相關的紙板模型跳舞，最後再由選手向該職業的工作者贈送禮物致謝作結。每部明信片影片都是在波蘭的不同地點拍攝的，下表列出各國明信片影片的拍攝地點：
1. 德國 – 索利那水壩（英语：Solina Dam）
2. 哈薩克 – 華沙皇家城堡
3. 荷蘭 – 凱爾采克拉科夫主教宮
4. 塞爾維亞 – 羅茲
5. 白俄羅斯 – 格但斯克
6. 波蘭 – 比亞沃維耶扎國家公園
7. 喬治亞 – 莫斯納城堡
8. 馬爾他 – 馬祖里亞
9. 俄羅斯 – 卡托維治
10. 西班牙 – 斯塞新
11. 烏克蘭 – 弗罗茨瓦夫百年廳
12. 法國 – 喀尔巴阡山省的森林

## 參賽國家
2020年9月8日，EBU公佈了13國的官方參賽名單，德國首次參賽，而前一年有參賽的阿爾巴尼亞、澳洲、愛爾蘭、義大利、北馬其頓、葡萄牙和威爾斯相繼撤賽，大部分是因疫情導致。
盡管最初也在參賽國之列，亞美尼亞在2020年11月5日因為2020年納戈爾諾卡拉巴赫戰爭而撤賽，使得參賽國數掉到12個， 與2012年和2013年並列參賽國數量最少的的一屆大賽。

### 參賽者和結果
以下參賽歌手/團體以及歌曲的中文名稱皆非官方中譯。另外在此也會列出各國參賽者錄製表演的地點。
| 順序 | 國家     | 參賽歌手                                                      | 歌曲                                 | 語言             | 得分 | 排名 | 錄製表演的地點 |
| ---- | -------- | ------------------------------------------------------------- | ------------------------------------ | ---------------- | ---- | ---- | -------------- |
| 1    | 德國     | 蘇珊 Susan                                                    | 〈有你更堅強〉 〈Stronger with You〉 | 德语、英語       | 66   | 12   | 汉堡           |
| 2    | 哈薩克   | 卡拉卡特·巴沙諾娃 Karakat Bashanova / Қарақат Башанова        | 〈永遠〉 〈Forever〉                 | 哈萨克语、英語   | 152  | 2    | 阿拉木圖       |
| 3    | 荷蘭     | 團結合唱團 Unity                                              | 〈最好的朋友〉 〈Best Friends〉      | 荷蘭語、英語     | 132  | 4    | 阿爾斯梅爾     |
| 4    | 塞爾維亞 | 彼得·阿尼契奇 Petar Aničić / Петар Аничић                     | 〈心跳〉 〈Heartbeat〉               | 塞爾維亞語、英語 | 85   | 11   | 華沙           |
| 5    | 白俄羅斯 | 阿麗娜·佩赫捷列娃 Arina Pehtereva / Арына Пехцерава           | 〈外星人〉 〈Aliens〉                | 俄语、英語       | 130  | 5    | 明斯克         |
| 6    | 波蘭     | 愛拉·特拉茨 Ala Tracz                                         | 〈我會堅持〉 〈I'll Be Standing〉    | 波兰语、英語     | 90   | 9    | 華沙           |
| 7    | 喬治亞   | 珊德拉·蓋德利亞 Sandra Gadelia / სანდრა გადელია               | 〈你不孤獨〉 〈You Are Not Alone〉   | 喬治亞語、英語   | 111  | 6    | 提比里斯       |
| 8    | 馬爾他   | 香奈兒·蒙桑尼爾 Chanel Monseigneur                            | 〈追逐日落〉 〈Chasing Sunsets〉     | 英語             | 100  | 8    | 華沙           |
| 9    | 俄羅斯   | 索菲亞·費斯科娃 Sofia Feskova / София Феськова                | 〈我嶄新的一天〉 〈My New Day〉      | 俄語、英語       | 88   | 10   | 莫斯科         |
| 10   | 西班牙   | 索蕾亞 Soleá                                                  | 〈動起來〉 〈〉                      | 西班牙语         | 133  | 3    | 馬德里         |
| 11   | 烏克蘭   | 亞歷山大·巴拉巴諾夫 Oleksandr Balabanov / Олександр Балабанов | 〈打開〉 〈 (Open Up)〉()            | 乌克兰语、英語   | 106  | 7    | 華沙           |
| 12   | 法國     | 瓦倫蒂娜 Valentina                                            | 〈我想像〉 〈〉                      | 法语             | 200  | 1    | 巴黎           |

## 得分板
| 排名 | 合計得分 | 合計得分 | 評審團得分 | 評審團得分 | 線上投票得分 | 線上投票得分 |
| 排名 | 國家     | 得分     | 國家       | 得分       | 國家         | 得分         |
| ---- | -------- | -------- | ---------- | ---------- | ------------ | ------------ |
| 1    | 法國     | 200      | 法國       | 88         | 法國         | 112          |
| 2    | 哈薩克   | 152      | 哈薩克     | 83         | 西班牙       | 73           |
| 3    | 西班牙   | 133      | 白俄羅斯   | 73         | 哈薩克       | 69           |
| 4    | 荷蘭     | 132      | 喬治亞     | 69         | 荷蘭         | 64           |
| 5    | 白俄羅斯 | 130      | 荷蘭       | 68         | 白俄羅斯     | 57           |
| 6    | 喬治亞   | 111      | 西班牙     | 60         | 烏克蘭       | 54           |
| 7    | 烏克蘭   | 106      | 烏克蘭     | 52         | 塞爾維亞     | 50           |
| 8    | 馬爾他   | 100      | 馬爾他     | 51         | 馬爾他       | 49           |
| 9    | 波蘭     | 90       | 波蘭       | 46         | 波蘭         | 44           |
| 10   | 俄羅斯   | 88       | 俄羅斯     | 44         | 俄羅斯       | 44           |
| 11   | 塞爾維亞 | 85       | 塞爾維亞   | 35         | 喬治亞       | 42           |
| 12   | 德國     | 66       | 德國       | 27         | 德國         | 39           |

| 使用的投票方法： 100%評審團給分 100%線上投票 | 使用的投票方法： 100%評審團給分 100%線上投票 | 總分 | 評審團總分 | 線上投票總分 | 評審團給分 | 評審團給分 | 評審團給分 | 評審團給分 | 評審團給分 | 評審團給分 | 評審團給分 | 評審團給分 | 評審團給分 | 評審團給分 | 評審團給分 | 評審團給分 |
| 使用的投票方法： 100%評審團給分 100%線上投票 | 使用的投票方法： 100%評審團給分 100%線上投票 | 總分 | 評審團總分 | 線上投票總分 | 德國       | 哈薩克     | 荷蘭       | 塞爾維亞   | 白俄羅斯   | 波蘭       | 喬治亞     | 馬爾他     | 俄羅斯     | 西班牙     | 烏克蘭     | 法國       |
| 使用的投票方法： 100%評審團給分 100%線上投票 | 使用的投票方法： 100%評審團給分 100%線上投票 |      |            |              |            |            |            |            |            |            |            |            |            |            |            |            |
| 參賽國                                       | 德國                                         | 66   | 27         | 39           |            | 5          |            | 2          | 3          | 2          | 2          | 5          |            |            | 2          | 6          |
| 參賽國                                       | 哈薩克                                       | 152  | 83         | 69           | 3          |            | 8          | 10         | 10         | 3          | 12         | 10         | 12         | 4          | 7          | 4          |
| 參賽國                                       | 荷蘭                                         | 132  | 68         | 64           | 12         | 7          |            | 4          | 5          | 8          | 6          | 6          | 2          | 10         | 5          | 3          |
| 參賽國                                       | 塞爾維亞                                     | 85   | 35         | 50           |            | 3          | 4          |            | 4          |            | 5          | 2          | 3          | 1          | 1          | 12         |
| 參賽國                                       | 白俄羅斯                                     | 130  | 73         | 57           | 7          | 12         | 1          | 12         |            | 12         | 3          | 7          | 6          | 5          | 6          | 2          |
| 參賽國                                       | 波蘭                                         | 90   | 46         | 44           | 2          | 6          | 5          | 8          | 2          |            | 8          | 8          | 4          | 2          |            | 1          |
| 參賽國                                       | 喬治亞                                       | 111  | 69         | 42           | 5          | 10         | 6          | 5          | 1          | 5          |            | 1          | 7          | 12         | 12         | 5          |
| 參賽國                                       | 馬爾他                                       | 100  | 51         | 49           | 1          |            | 7          | 1          | 6          | 6          | 10         |            | 1          | 7          | 4          | 8          |
| 參賽國                                       | 俄羅斯                                       | 88   | 44         | 44           | 6          | 4          | 3          |            | 8          | 4          |            | 3          |            | 3          | 3          | 10         |
| 參賽國                                       | 西班牙                                       | 133  | 50         | 73           | 10         | 2          | 10         | 6          | 7          | 7          | 1          | 4          | 5          |            | 8          |            |
| 參賽國                                       | 烏克蘭                                       | 106  | 52         | 54           | 4          | 1          | 2          | 3          |            | 10         | 7          |            | 10         | 8          |            | 7          |
| 參賽國                                       | 法國                                         | 200  | 88         | 112          | 8          | 8          | 12         | 7          | 12         | 1          | 4          | 12         | 8          | 6          | 10         |            |

### 12分
下列為各國得到他國評審團的12分整理：
| 次數 | 得分國   | 給出12分的國家           |
| ---- | -------- | ------------------------ |
| 3    | 白俄羅斯 | 哈薩克、 波蘭、 塞爾維亞 |
| 3    | 法國     | 白俄羅斯、 馬爾他、 荷蘭 |
| 2    | 喬治亞   | 西班牙、 烏克蘭          |
| 2    | 哈薩克   | 喬治亞、 俄羅斯          |
| 1    | 荷蘭     | 德國                     |
| 1    | 塞爾維亞 | 法國                     |

### 各國的唱票員
以下是各國宣布其評審團12分的唱票員：
1. 德國 – 奧莉薇亞（Olivia）
2. 哈薩克 – 薩妮亞·若爾扎克辛（Saniya Zholzhaksyn）[41]
3. 荷蘭 – 羅賓·德哈斯（Robin de Haas）[42]
4. 塞爾維亞 – 達莉亞·弗拉切維奇[43]
5. 白俄羅斯 – 克謝尼婭·加列茨卡婭（Ksenia Galetskaya）[44]
6. 波蘭 – 瑪麗安娜·約瑟芬娜·皮亞特科夫斯卡（Marianna Józefina Piątkowska）[45]
7. 喬治亞 – 瑪麗塔·赫韋德里澤（Marita Khvedelidze）[46]
8. 馬爾他 – 莉亞·米夫蘇德（Leah Mifsud）[47]
9. 俄羅斯 – 米凱拉·阿布拉莫娃（Mikella Abramova / Микелла Абрамова）與小豬（英语：Good Night, Little Ones!）[48]
10. 西班牙 – 梅蘭妮·加西亞（英语：Melani García）[49]
11. 烏克蘭 – 索菲亞·伊萬科（英语：Ukraine in the Junior Eurovision Song Contest 2019）[50]
12. 法國 – 奈森·拉法斯（Nathan Laface）

### 線上投票
據EBU表示，大賽官網的線上投票窗口一共收到了450萬張有效票。
| 參賽國   | 得票數     | 得分 |
| -------- | ---------- | ---- |
| 法國     | ~723,000   | 112  |
| 西班牙   | ~471,000   | 73   |
| 哈薩克   | ~445,000   | 69   |
| 荷蘭     | ~413,000   | 64   |
| 白俄羅斯 | ~368,000   | 57   |
| 烏克蘭   | ~348,000   | 54   |
| 塞爾維亞 | ~322,000   | 50   |
| 馬爾他   | ~316,000   | 49   |
| 波蘭     | ~284,000   | 44   |
| 俄羅斯   | ~284,000   | 44   |
| 喬治亞   | ~271,000   | 42   |
| 德國     | ~251,000   | 39   |
| 總計     | >4,500,000 | 697  |

## 其他國家

參加本屆大賽的國家標記為綠色，之前參賽過但沒參加本屆大賽的國家標記為黃色。

要讓一個國家有資格參加歐洲青少年歌唱大賽，該國就必須要有廣播公司是EBU的正式會員。以下是有EBU正式會員的國家以及他們不參賽的理由：
- 阿爾巴尼亞 – 阿爾巴尼亞沒有出現在EBU於2020年9月8日發布的官方參賽名單上。[6]阿尔巴尼亚广播电视台（RTSH）後來表示不參賽的原因是COVID-19疫情導致。[54]
- 亞美尼亞 – 亞美尼亞本來也有出現在EBU於2020年9月8日發布的官方參賽名單上，[6]但在2020年11月5日，亞美尼亞因為政府因2020年納戈爾諾卡拉巴赫戰爭所實施的戒嚴令而撤賽。[28]亞美尼亞代表團團長大衛·瑟倫揚（David Tserunyan）在Instagram上表示本來瑪蓮娜已被選中並要以歌曲〈為什麼〉（Why）參賽。[55][56]瑪蓮娜之後會在2021年再次代表亞美尼亞參賽。[57]
- 澳洲 – 2020年7月，特别广播服务公司（SBS）宣布，由於COVID-19疫情的旅遊限制和擔憂，他們將不參加2020年的大賽，但考慮在2021年回歸。[58]
- 保加利亞 – 2019年12月，保加利亞國家電視台（BNT）表示為了能穩定參加成人版大賽，他們現階段還不打算回歸參賽。[59]但在2020年7月，BNT又表示他們正在尋找能在2021年回歸的機會，[60]同時也不完全排除參加2020年大賽的可能。[61]最後保加利亞仍沒有出現在EBU於2020年9月8日發布的官方參賽名單上。
- 希臘 – 2020年6月，媒體報導稱希腊广播电视公司（ERT）正在認真考慮是否重返大賽，[62]然而幾週後，ERT宣布不參加2020年大賽。[63]希臘最後一次參賽是2008年。
- 冰島 – 2019年12月，冰島歐洲歌唱大賽代表團團長菲力克斯·伯格森（Felix Bergsson）透露他們尚未就在歐洲青少年歌唱大賽中首次亮相做出任何決定。[64]冰島沒有出現在EBU於2020年9月8日發布的官方參賽名單上。
- 愛爾蘭 – 儘管已在2020年1月確認參賽，愛爾蘭TG4在2020年8月宣布，由於COVID-19疫情造成的影響，愛爾蘭將不參加2020年的大賽。[65]
- 義大利 – 雖然Rai Gulp此前曾在2019年11月4日的Instagram故事中表示他們打算參加2020年的大賽，[66]但他們在2020年7月表示他們尚未就此做出決定。[67]義大利沒有出現在EBU於2020年9月8日發布的官方參賽名單上，義大利廣播電視公司（RAI）也在當月稍晚表示他們尚未決定參加，但之後就沒再做進一步的聲明了。
- 北馬其頓 – 2020年7月，馬其頓廣播電視台（MRT）宣布因為COVID-19疫情的關係，北馬其頓將不參加2020年大賽。[68]
- 葡萄牙 – 雖然葡萄牙廣播電視台（RTP）曾在2020年8月確認參賽，[69]葡萄牙沒有出現在EBU於2020年9月8日發布的官方參賽名單上。[6]RTP後來表示他們沒參賽的原因是COVID-19疫情因素。[70]
- 蘇格蘭 – 2019年6月，英國廣播公司蘇格蘭蓋爾語頻道（BBC Alba）表示頻道已經進行了會談，希望可以使蘇格蘭參加2020年大賽。[71]然而在2020年4月，頻道表示他們沒有任何參加2020年大賽的計畫。[72]
- 瑞典 – 2020年1月，瑞典電視台兒童頻道的負責人薩法·薩菲亞里（Safa Safiyari）表示瑞典电视台（SVT）現時還沒有計劃重返大賽，並得出結論認為它「不符合我們想要的內容組合」。儘管如此，SVT並不排除將來參賽。[73]瑞典最後一次參賽是2014年。
- 威爾斯 – 2020年4月，媒體報導稱威爾斯第四台（S4C）和製作公司Rondo Media因COVID-19疫情的衝擊停止了關於歐洲青少年歌唱大賽的一切事務。[74]2020年7月14日，威爾斯證實因疫情而不參賽。[75]

## 轉播
| 國家     | 廣播公司                 | 評論員                                                                                      | 參考                 |
| -------- | ------------------------ | ------------------------------------------------------------------------------------------- | -------------------- |
| 白俄羅斯 | Belarus 1 Belarus 24     | 帕維爾·洛佐維克（Pavel Lozovik）                                                            | [ 76 ] [ 44 ]        |
| 法國     | France 2                 | 史蒂芬·伯恩和卡拉·拉薩利                                                                    | [ 77 ]               |
|          | 1TV                      | 海倫·卡蘭達澤                                                                               | [ 78 ]               |
| 德国     | KiKa                     | 伯格·拉斯·迪特里希（Bürger Lars Dietrich）                                                  | [ 79 ]               |
|          | Khabar                   | - 俄語：馬哈巴特·埃森（Mahabbat Esen） - 哈薩克語：卡爾德別克·寨三白（Kaldybek Zhaisanbai） | [ 80 ]               |
| 馬爾他   | TVM                      | 無評論員                                                                                    | [ 81 ]               |
| 荷蘭     | AVROTROS                 | 揚·斯米特                                                                                   | [ 82 ] [ 83 ]        |
| 波蘭     | TVP1 TVP ABC TVP Polonia | 阿圖爾·歐熱赫                                                                               | [ 84 ] [ 85 ] [ 86 ] |
| 俄羅斯   | Carousel                 | 安東·佐金（Anton Zorkin / Антон Зорькин）                                                   | [ 81 ]               |
| 塞爾維亞 | RTS2                     | 提亞娜·盧基奇（Tijana Lukić）                                                               | [ 87 ]               |
| 西班牙   | La 1 TVE Internacional   | 東尼·阿奎拉、艾娃·莫拉（Eva Mora）和維克多·艾斯庫德羅（Víctor Escudero）                    | [ 88 ] [ 89 ]        |
| 乌克兰   | UA:First UA:Kultura      | 蒂穆爾·米羅什尼琴科                                                                         | [ 90 ]               |

| 國家     | 廣播公司                | 評論員                                                    | 參考                 |
| -------- | ----------------------- | --------------------------------------------------------- | -------------------- |
| 立陶宛   | TVP Wilno               | 阿圖爾·歐熱赫                                             | [ 91 ] [ 92 ] [ 86 ] |
| 北馬其頓 | MRT                     | 伊萊·塔納斯科夫斯卡（Eli Tanaskovska）                    | [ 93 ]               |
| 英国     | Radio Six International | 伊文·史潘斯（Ewan Spence）和艾莉·查克利（Ellie Chalkley） | [ 94 ]               |

## 官方專輯
《Junior Eurovision Song Contest Poland 2020》是由EBU統籌、由环球音乐集团於2020年11月13日發行的大賽官方合輯。此合輯收錄本屆12國的參賽歌曲。這也是自2012年之後大賽首次發行實體專輯。

## 外部連結
- 官方网站